# Limenitis liliputana
Limenitis liliputana är en fjärilsart som beskrevs av Otto Staudinger. Limenitis liliputana ingår i släktet Limenitis och familjen praktfjärilar. Inga underarter finns listade i Catalogue of Life.